# 暗色埃氏電鰻
暗色埃氏電鰻（学名：Eigenmannia nigra），為輻鰭魚綱電鰻目線鰭電鰻科的其中一種，為熱帶淡水魚，分布於南美洲黑河、亞馬遜河及Rupununi河流域，體長可達47.6公分，棲息在底中層水域，生活習性不明。
其种加词“nigra”意为“黑色的，暗色的”。